# DBDesigner 4
DBDesigner 4 ist ein unter der GPL entwickeltes Werkzeug für die Softwareentwicklung mit Strukturiertem Design. Es unterstützt Softwareentwickler beim Design und der Implementierung von Datenbanken. Das Design wird in XML gespeichert, was eine einfache Weiterverarbeitung z. B. durch Plug-ins ermöglicht. DB Designer ist auf die Modellierung von MySQL-Datenbanken spezialisiert.
Es gab Versionen für Windows 2000/Windows XP und Linux, die Downloads stehen aber auf der Entwicklerseite nicht mehr zur Verfügung.
Neben der Design-Mode für die Modellierung besitzt DB Designer auch einen Query-Mode. Hier können komplexe Datenbankabfragen, z. B. für die Verwendung in PHP-Skripten, zusammengestellt werden.
Die Entwicklung des Programms wurde eingestellt. Ein Alternativprogramm mit großem Funktionsumfang stellt die MySQL Workbench dar, die für Windows, MacOSX und Linux verfügbar ist.
Es gibt eine Weiterentwicklung namens DBDesigner Fork auf SourceForge.